# Генеральная прокуратура Азербайджана
Прокуратура Азербайджанской Республики (азерб. Azərbaycan Respublikası Baş Prokurorluğu) является единым централизованным органом, основанным на подчинении территориальных и специализированных прокуроров Генеральному прокурору Азербайджанской Республики. Согласно 133 статье Конституции Азербайджанской Республики, прокуратура, в порядке, предусмотренных законом, осуществляет контроль за исполнением законов, а также в необходимых (предусмотренных законом) случаях открывает уголовные дела и проводит следствие, возбуждает иск, а также протестует решение суда.

## История

### Период Российской Империи
После присоединения Азербайджана к России при судах был учреждён прокурорский надзор. В 1862 году были приняты «Основные положения о прокуратуре».
Действовали прокуроры окружных судов Бакинской и Елизаветпольской губернии, Тифлисской судебной палаты. В 1868 году было создано 13 новых судебных управлений с прокурорами в составе.

### Период АДР
1 октября 1918 года Совет Министров АДР принял решение об организации органов прокуратуры в составе Бакинского окружного суда.
18 ноября 1918 года было принято «Положение об азербайджанской судебной палате». Министр юстиции АДР одновременно являлся главным прокурором республики.
В годы АДР, генеральными прокурорами, а также министрами юстиции были Фатали хан Хойский, Халил бек Хасмамедов, Аслан-бек Сафикюрдский и Теймур бек Макинский. В состав Судебной Палаты АДР входили все прокуратуры состава Бакинского и Гянджинского судов.

### Период Азербайджанской ССР
С созданием Азербайджанской ССР прежние органы прокуратуры были упразднены. 11 июля 1922 года принят декрет АзЦИК «О государственной прокуратуре Азербайджанской ССР». Народный комиссар юстиции являлся также генеральным прокурором.
Генеральными прокурорами являлись Алигейдар Караев, С. Чиванов, Б. Велибейли, Гуси Гаджиев, Ю.Мамедов.
В 1936 году прокуратура была выведена из состава органов юстиции, и подчинена непосредственно 
Прокуратуре СССР.
24 мая 1955 года принято положение «О прокурорском надзоре СССР». 30 ноября 1979 года был принят закон «О прокурорском надзоре».

### После 1991
7 декабря 1999 года принят закон «О прокуратуре».

## Структура
В структуру Генеральной прокуратуры входят:
- Следственное управление
- Управление надзора над следствием
- Управление надзора за исполнением законодательства в следствии, дознании и ОРД органами МВД
- Управление надзора за исполнением законодательства в следствии, дознании и ОРД органами юстиции, таможенных и налоговых органов
- Управление надзора за исполнением законодательства в следствии, дознании и ОРД органами государственной безопасности, чрезвычайных ситуаций, пограничной службы
- Управление по поддержке государственного обвинения
- Управление служебных расследований
- Управление внеуголовного производства
- Управление по координации особых вопросов конфискации
- Управление международно-правового сотрудничества
- Управление правового обеспечения и прав человека
- Управление криминалистики и информационных технологий
- Управление организационно-исполнительного контроля
- Управление документооборота и обращений
- Научно-образовательный центр
- Пресс-служба

## Генеральный прокурор
см. также Список генеральных прокуроров Азербайджана
Руководителем Генеральной прокуратуры является генеральный прокурор.
Генеральным прокурором может стать гражданин Азербайджанской Республики, достигший 30-летнего возраста, который имеет высшее юридическое образование, обладает правом участия на выборах, свободно владеет государственным языком Азербайджанской Республики.
Генеральный прокурор не может заниматься никакой деятельностью (предпринимательской, коммерческой или др. оплачиваемой деятельностью), кроме научной, педагогической и творческой.
Глава генеральной прокуратуры   назначается на должность и освобождается от должности Президентом Азербайджанской Республики с согласия Милли Меджлиса Азербайджанской Республики. А его заместители по представлению Генерального прокурора назначаются на должность и освобождаются от должности Президентом Азербайджанской Республики.
Другие территориальные и специализированные прокуроры назначаются на должность и освобождаются от должности генеральным прокурором Азербайджанской Республики по обязательному согласованию с Президентом Азербайджанской Республики.
В полномочия генерального прокурора входит организация деятельности прокуратуры, представление предложения об учреждении или ликвидации прокуратур, утверждение структур других прокуратур, созыв коллегии прокуратуры АР, военной прокуратуры, прокуратура Нахичеванской АР, а также других прокуратур, заключение международных договоров с правоохранительными органами других стран и международных организаций и т.д.
В обязанности генерального прокурора также входит информирование Национального Собрания, а также Президента АР о деятельности прокуратуры.
При генеральном прокуроре функционирует научно – консультативный совет, состав которого утверждается генеральным прокурором.  Положение совета также утверждается генеральным прокурором.

## Коллегия Генеральной прокуратуры
Консультативным органом Генеральной прокуратуры является Коллегия, которым руководит также генеральный прокурор. Кроме генерального прокурора в состав коллегии входят заместители генерального прокурора.
Заседания консультативного органа Генеральной прокуратуры созывается Генеральным прокурором. На заседании обсуждаются вопросы деятельности прокуратуры, борьбы с преступностью, проекты актов и приказов, а также других важных документов. При проведении голосования все члены коллегии обладают равными правами.

## Деятельность
7 мая 2021 создана информационная система «Электронная прокуратура». С сентября 2023 года начаты мероприятия по цифровизации уголовного преследования. Введены в эксплуатацию электронные информационной системы «Расследование» и «Уголовные материалы».

### Массовое захоронение в Ходжалы 2024
8 февраля 2024 года в центре г. Ходжалы, недалеко от бывшей ковровой фабрики обнаружено захоронение по меньшей мере 18 человек. Из них четверо несовершеннолетних. На 1 апреля 2024 года идентифицированы личности 10 жертв. Данные лица пропали без вести на территории Ходжалинского района 26 февраля 1992 года.
Предположительно, останки принадлежат жертвам Ходжалинской трагедии. Установлено, что жертвы подверглись различным пыткам, жестокому обращению и физическому насилию.
Предварительное расследование ведёт следственное управление Генеральной прокуратуры. Ведётся дальнейшая идентификация человеческих останков.
28 марта 2024 года недалеко от водохранилища местности Галадереси в г. Ходжалы обнаружены останки, принадлежащие минимум трём людям.

### 2024
4 апреля 2024 года в Баку проведена пятисторонняя встреча представителей генеральных прокуратур прикаспийских государств на тему «Экологические правонарушения в акватории Каспийского моря: стратегии органов прокуратуры по защите морской среды».
Генеральная прокуратура планирует в рамках Конференции ООН по изменению климата 2024 организовать сессию, посвященную мобилизации правоохранительных органов на климатическую деятельность.
С 29 сентября по 2 октября 2024 года в Азербайджане пройдёт 29-я ежегодная конференция Международной ассоциации прокуроров.
Прокуратурой осуществляется расследование в связи с загрязнением Арменией водных ресурсов Азербайджана. Направлены запросы в международные организации, государственные органы экологического контроля зарубежных стран. Осуществляются пробы воды, определяется радиус воздействия загрязнения.

## Международное сотрудничество
Заключаются двусторонние соглашения о правовой помощи и сотрудничестве между Генеральной прокуратурой Азербайджана и органами прокуратуры других стран. На январь 2022 года подписаны соглашения с органами прокуратуры Российской Федерации, Китая, Австрии, Украины и других государств.
В 1997 году Генеральная прокуратура Азербайджана стала членом Международной ассоциации прокуроров.
Генеральный прокурор Азербайджана Камран Алиев с сентября 2018 года является вице-президентом Международной ассоциации прокуроров.
Азербайджан ратифицировал Конвенцию о выдаче, Конвенцию о взаимной правовой помощи по уголовным делам, конвенции СНГ о правовых отношениях и правовой помощи по гражданским, семейным и уголовным делам 1993 и 2002 годов и другие конвенции.
В рамках участия в этих конвенциях Генеральная прокуратура Азербайджана рассматривает и подаёт запросы о правовой помощи.
Генеральная прокуратура Азербайджана является участником Совета генеральных прокуроров стран - участниц Организации тюркских государств.
С 7 декабря 1995 года является участником Координационного совета генеральных прокуроров СНГ.
1 ноября 2021 года учреждён Совет генеральных прокуроров Организации тюркских государств.